# Kepler-421 b
Kepler-421 b è un pianeta extrasolare orbitante attorno alla stella Kepler-421, distante 1044 anni luce dalla Terra. Scoperto  nel 2015 nell'ambito della missione Kepler, si tratta del pianeta con il periodo orbitale più lungo (704,2 giorni) scoperto con il metodo del transito, inoltre, è anche il primo pianeta transitante scoperto che si trova oltre la linea di congelamento.

## Caratteristiche
Il pianeta è un gigante gassoso dalle dimensioni simili a quelle di Urano, con un raggio 4,16 volte quello terrestre. Orbita attorno a una nana giallo-arancione di classe G9-K0 e avente una massa dell'80% di quella del Sole, ad una distanza di 1,219 UA e con un periodo di poco inferiore ai due anni terrestri. Data la minor luminosità della stella rispetto al Sole, la temperatura di equilibrio del pianeta è piuttosto bassa, attorno ai -93 °C.
Il pianeta è un gigante gassoso senza superficie solida, tuttavia si trova di poco all'interno della zona abitabile, nei pressi del linea della neve, ricevendo il 64% della radiazione che riceve Marte dal Sole; un'ipotetica esoluna di tipo terrestre munita di una densa atmosfera potrebbe forse avere le condizioni per sostenere acqua liquida in superficie.
A causa del lungo periodo orbitale, finora sono stati registrati solo due transiti del pianeta davanti alla propria stella.